# Stazione di Castegnato
Stazione di Castegnato vasútállomás Olaszországban, Lombardia régióban, Castegnato településen.

## Vasútvonalak
Az állomást az alábbi vasútvonalak érintik:
- Brescia–Iseo–Edolo-vasútvonal

## Kapcsolódó állomások
A vasútállomáshoz az alábbi állomások vannak a legközelebb:
- Stazione di Paderno (Brescia–Iseo–Edolo-vasútvonal, északnyugat)
- Brescia Violino railway halt (2023. december 10. – , Brescia–Iseo–Edolo-vasútvonal, kelet)